# Волков, Макар Иосифович
Волков Макар Иосифович (13 марта 1903, д. Саламатово Балезинского района, Вятская губерния — 16 июля 1995, п. Кама Камбарского района, Удмуртия) — советский и удмуртский писатель, журналист, редактор. Директор издательства «Удмуртия»  (1930 — 1934, по другим данным 1932 — 1937). В 1937 году  был репрессирован. Реабилитирован 16 апреля 1956 года. Член Союза писателей СССР.

## Биография
Волков Макар Иосифович родился 13 марта 1903 года в д. Саламатово Балезинского района в семье безземельного крестьянина-батрака. По национальности — удмурт.
В 1916 году окончил Котеговское начальное народное училище. В 1918-м окончил 2-х классное Ягошурское училище. В промежутках между учебой в летнее время работал у кулаков. В 1919 году впервые поступил на работу в Ягошурскую районную милицию, делопроизводителем. 2 февраля 1920 года вступил в ВКСМ. Волков председатель ячейки, затем председатель волостного комитета. Весной 1920 года был переведен в состав Глазовского Укома РКСМ и назначен заведующим экономико-правовым отделом, в то же время исполнял обязанности инспектора охраны труда 2 участка Вятской губернии. 
В 1921 году был избран делегатом первого областного съезда РКСМ Удмуртии. 1923-1927г.г. — студент Ижевского индустриального вечернего рабфака. В марте 1923г. был принят в члены Коммунистической партии. С 1923-1924 г.г. — заведующий информационным партийным отделом областного Совета профсоюзов Вотской области. С 1924-1926г.г исполняет обязанности заведующего отделом партийной жизни газеты "Гудыри". 
В связи с приездом в Ижевск, Всесоюзного старосты Калинина, Волков в качестве репортёра сопровождал его в поездках по Удмуртии. В декабре 1926 г. Волков утверждается областным инспектором по делам печати и зрелищ Вотской области (зав. Облитом). В это время им ведется работа по организации киосков по продаже книг и канцелярских принадлежностей. 
1927-1930 г.г — студент государственного института журналистики в Москве. 
Окончил Государственный институт журналистики (1927-1930).
1930-1934 г.г работал управляющим Удмуртским областным государственным издательством «Удкнига», редактором газеты «Удмурт Коммуна». В 1932 году Макар Иосифович был избран делегатом конференции пролетарских писателей Удмуртии, где выступил с докладом. В 1934-м Волков был заведующим учебной частью и преподавателем краевых курсов редакторов районных газет при Совпартшколе. Через год исполнял обязанности заместителя председателя завода «Красный Ремень» Борского района Горьковской области (1935).
10 октября 1935 года Волков М. И. был исключен из компартии. С ноября 1936 года переведён в Борскую редакцию газеты «Сталинец», где работал в должности заведующего отделом промышленности. В 1937 году — репрессирован, осуждён и отправлен в ссылку в лагеря Новосибирской области (д. Орлово-3уево), где работал нормировщиком на лесозаготовках (1937-1942). 
16 мая 1956 года Волков Макар Иосифович был реабилитирован. 

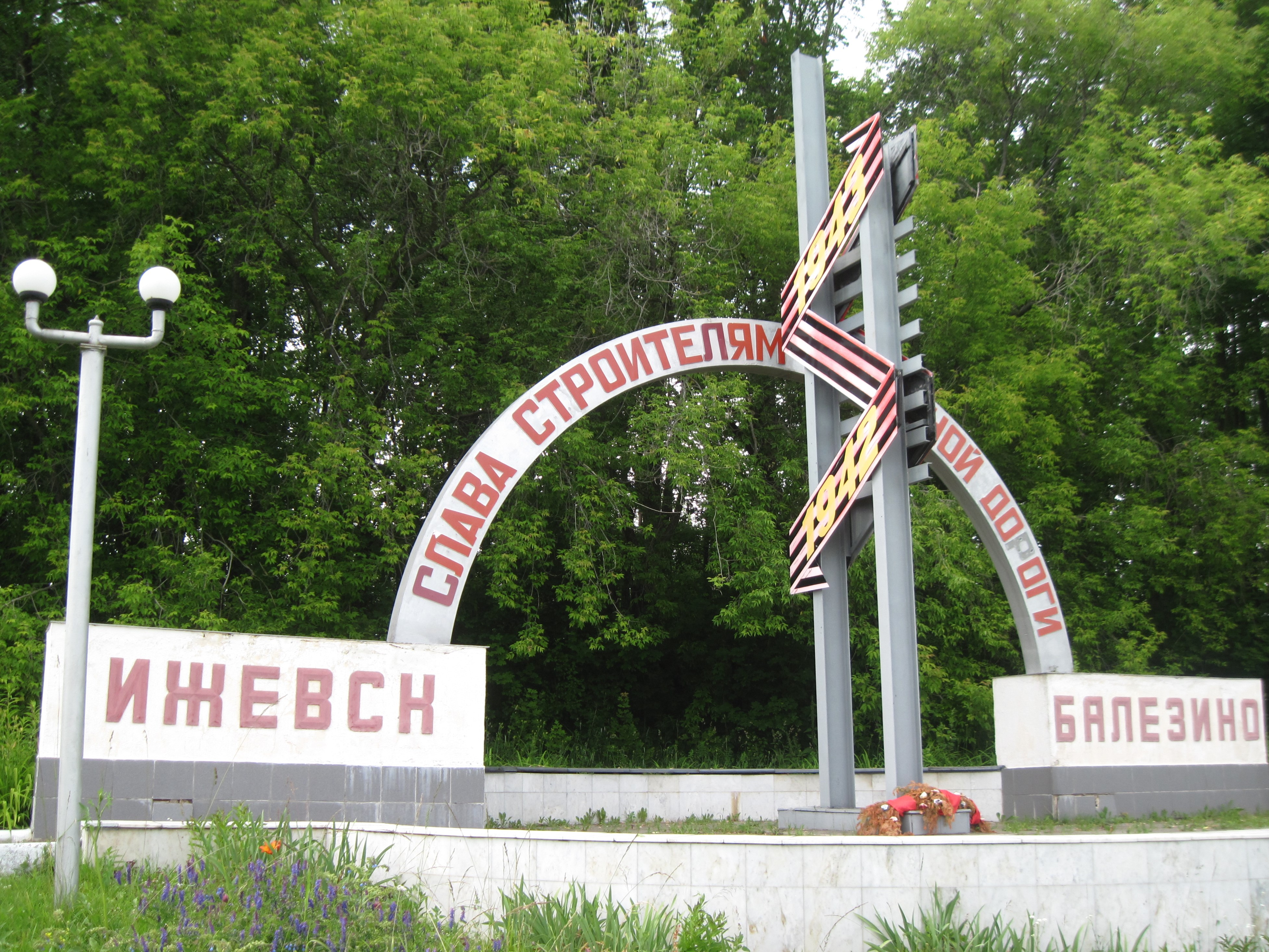
Мемориал, посвящённый строителям дороги Ижевск-Балезино

С 1942-1943 г.г. работал нормировщиком на строительстве железной дороги «Ижевск-Балезино». 
С апреля 1943 года Макар Иосифович работал на строительстве порта Камбарка, затем остался жить в посёлке Бутыш и продолжал работать в порту до 1959 года в должности инженера-экономиста. С 24 мая 1959 года Волкову М. И. назначена персональная пенсия местного значения, а с 1984 года — персональная пенсия Республиканского значения. 
16 июля 1995 года Волков Макар Иосифович умер в посёлке Кама Камбарского района. 

## Творчество
Макар Иосифович Волков — автор рассказов «Парсь Петя» («Петя-свинтус», 1927), «3абойщик Петров», пьесы «Kpистос Батуев», сборника очерков «Тулкым вылтй» («По волнам», 1931). В 1930 году опубликовал главы незаконченной повести «Сылалкож» («Соляной поворот»). В своей творческой практике придерживался лефовской теории «литературы факта», противопоставляя «мобильные» жанры очерка и репортажа традиционным формам художественной литературы как устаревшим. Рассказы написаны в духе наивно-реалистической литературы, содержащей атеистические, культурнические и просвещенческие идеи. Выступал также под псевдонимом Мак. Осипов.

## Награды
- Медаль «За доблестный труд в Великой Отечественной войне 1941-1945г.г.»
- Орден «Знак Почёта»
- Знак «50 лет пребывания в КПСС»
- В честь 70 летия Октября получил Приветственное письмо ЦК КПСС, Президиума Верховного Совета СССР, Совета Министров СССР (1987)